# Saint-Geyrac
Saint-Geyrac là một xã, nằm ở tỉnh Dordogne vùng Aquitaine của Pháp. Xã này có diện tích 17,1 kilômét vuông, dân số năm 2004 là 225 người. Xã nằm ở khu vực có độ cao trung bình 176 m trên mực nước biển.

## Thông tin nhân khẩu
| Năm    | 1962 | 1968 | 1975 | 1982 | 1990 | 1999 | 2004 |
| ------ | ---- | ---- | ---- | ---- | ---- | ---- | ---- |
| Dân số | 265  | 253  | 244  | 235  | 212  | 199  | 225  |